# Ljubim te pesmama
"Ljubim te pesmama" (em alfabeto cirílico sérvio:  Љубим те песмама, tradução portuguesa "Eu estou beijando-te com canções") foi a canção que representou a Jugoslávia (se bem que se tenha apresentado como representante da Jugoslávia, de fa(c)to representava apenas as repúblicas da Sérvia e do Montenegro, porque as outras repúblicas da federação jugoslava haviam proclamado a independência.) no Festival Eurovisão da Canção 1992. Foi interpretada em servo-croata por Snežana Berić, também conhecida como Extra Nena. Foi a vigésima canção a ser interpretada na noite do evento, a seguir à canção italiana "Rapsodia", cantada por Mia Martini e antes da canção norueguesa "Visjoner", interpretada por Merethe Trøan. Informações sobre a canção.

## Autores
A canção tinha letra de Gale Janković, música de Radivoje Radivojević e foi orquestrada por Anders Berglund. Informações sobre a canção.

## Letra
A canção é uma balada que Extra Nena envia ao seu antigo namorado, diendo-lhe que aind ase lembra dele, apesar de não estarem juntos e que passa o tempo a beijá-lo com canções de amor.Letra da canção.

## Versões
Extra Neno gravou esta versão em outras línguas: (Informações sobre a canção).
- inglês: "We can't have our love anymore"
- francês: "Je t'embrasse par mes chansons"
- italiano: "Ti bacio con ogni canzone"